# Return loss
Nelle telecomunicazioni, la return loss è l'attenuazione del segnale che torna indietro, riflesso da una o più discontinuità in una linea di trasmissione o in una fibra ottica.
Una discontinuità, nello specifico, può essere prodotta da:
- una differenza di impedenza tra la linea e il carico resistivo di terminazione della linea stessa.
- una differenza di impedenza tra la linea ed eventuali dispositivi inseriti nel suo percorso
- un danneggiamento della linea.
La return loss è definita come il seguente rapporto in decibel (dB):
{\displaystyle RL(\mathrm {dB} )=10\log _{10}{P_{\mathrm {i} } \over P_{\mathrm {r} }}}
dove RL(dB) è la return loss in dB, Pi è la potenza incidente e Pr è la potenza riflessa.
La return loss è legata sia al rapporto di onda stazionaria (VSWR) che al coefficiente di riflessione (Γ).
Laddove un aumento della return loss coincide con un abbassamento della VSWR.
La return loss è una misura del buon adattamento di impedenza tra le varie sezioni della linea e tra la linea e gli apparecchi inseriti.
Un adattamento è buono se la return loss è alta. Una alta return loss è desiderabile e consente di avere una minore insertion loss.

## Segno
Il quantitativo di potenza persa, quando espresso in decibel, dovrebbe essere un numero positivo, a parte nel caso in cui un dispositivo attivo rifletta indietro più potenza di quanta sia effettivamente inviata ad esso.
Storicamente, la return loss è un numero negativo e questa convenzione è ancora predominante in letteratura.
Il rapporto tra la potenza riflessa e quella incidente dà luogo al segno negativo per la return loss:
{\displaystyle RL'(\mathrm {dB} )=10\log _{10}{P_{\mathrm {r} } \over P_{\mathrm {i} }}}
dove RL'(dB) è il negativo di RL(dB).
La grandezza della return loss è uguale a quella di Γ quando espresso in decibel, ma di segno opposto.
Pertanto, la return loss con il segno negativo è più propriamente chiamata coefficiente di riflessione.
Il parametro S S11 dalla teoria delle reti a 2 porte è anche chiamato return loss, ma è di fatto uguale a Γ.
Si richiede cautela quando ci si riferisce ad aumenti o diminuzioni della return loss, proprio perché a seconda del segno con cui è stata definita si hanno significati opposti.

## Dominio elettrico
Nei conduttori come i metalli, le riflessioni si hanno tipicamente in corrispondenza di discontinuità e punti locali di variazione di impedenza.
Il rapporto tra l'ampiezza dell'onda riflessa Vr e l'ampiezza dell'onda incidente Vi è noto come  coefficiente di riflessione {\displaystyle \Gamma }.
{\displaystyle {\mathit {\Gamma }}={V_{\mathrm {r} } \over V_{\mathrm {i} }}}
Quando le impedenze della sorgente e del carico resistivo sono valori noti, il coefficiente di riflessione è dato da:
{\displaystyle {\mathit {\Gamma }}={{Z_{\mathrm {L} }-Z_{\mathrm {S} }} \over {Z_{\mathrm {L} }+Z_{\mathrm {S} }}}}
dove ZS è l'impedenza verso la sorgente di tensione e ZL è l'impedenza verso il carico.
La return loss è il negativo dell'ampiezza del coefficiente di riflessione in dB.
Dato che la potenza è proporzionale al quadrato della tensione, la return loss è data da:
{\displaystyle RL(\mathrm {dB} )=-20\log _{10}\left|{\mathit {\Gamma }}\right|}
Pertanto, una return loss molto alta (e positiva) indica che la potenza riflessa è piccola rispetto alla potenza incidente e cioè che l'adattamento di impedenza dalla sorgente al carico è buono.
Quando la vera potenza trasmessa (incidente) e riflessa sono note (ad esempio attraverso misure o calcoli), allora la return loss in dB può essere calcolata come la differenza tra la potenza incidente Pi (in dBm) e la potenza riflessa Pr (in dBm):
{\displaystyle RL(\mathrm {dB} )=P_{\mathrm {i} }(\mathrm {dBm} )-P_{\mathrm {r} }(\mathrm {dBm} )\,}

## Dominio ottico
In ottica (ed in particolare in una fibra ottica) si ha una perdita localizzata in corrispondenza di una discontinuità dell'indice di rifrazione, come ad esempio ad un'interfaccia aria-vetro come la faccetta terminale della fibra.
A queste interfacce, una frazione del segnale ottico viene riflesso indietro verso la sorgente.
Questo fenomeno prende il nome di perdita da riflessione di Fresnel, o semplicemente perdita di Fresnel
I sistemi di trasmissione in fibra ottica usano i laser per trasmettere un segnale ottico lungo la fibra, e un'alta return loss ottica può causare malfunzionamenti della sorgente laser. La misura della return loss ottica sta diventando più importante nella caratterizzazione delle reti ottiche con la diffusione del Wavelength Division Multiplexing.
In questi sistemi si utilizzano laser che sono più sensibili alla return loss ottica e altri dispositivi, come i modulatori elettro-ottici, sono posti subito dopo la sorgente.
{\displaystyle {\text{ORL}}(\mathrm {dB} )=10\log _{10}{P_{\mathrm {i} } \over P_{\mathrm {r} }}}
dove {\displaystyle \scriptstyle P_{\mathrm {r} }} è la potenza riflessa e {\displaystyle \scriptstyle P_{\mathrm {i} }} è la potenza incidente.